# Almost Heroes
Almost Heroes é um filme de 1998, dos gêneros comédia e aventura, dirigido por Christopher Guest, narrado por Harry Shearer, e estrelado por Chris Farley e Matthew Perry.

## Sinopse
Em 1804, dois exploradores atrapalhados, Bartholomew e Edwards, lideram uma expedição para alcançar a costa Oeste. Para piorar a situação, a dupla é acompanhada por uma turma bem desajeitada e ainda têm que correr para chegar antes de seus rivais, os famosos exploradores Lewis e Clark.

## Elenco
- Chris Farley.... Bartholomew Hunt
- Matthew Perry.... Leslie Edwards
- Bokeem Woodbine.... Jonah
- Barry Del Sherman.... Sargento
- Robert Tittor.... Priest
- Franklin Cover.... Nicholas Burr
- David Packer.... Bidwell
- Eugene Levy.... Guy Fontenot
- Lisa Barbuscia.... Shaquinna
- Christian Clemenson.... Pai Girard
- Steven M. Porter.... Higgins
- Patrick Cranshaw.... Jackson
- Hamilton Camp.... Pratt
- Jonathan Joss.... Bent Twig
- George Aguilar.... Chefe Duas Rodas
- Gregory Cruz.... Iowa Indian
- Lewis Arquette.... Merchant
- Don Lake.... Elias
- Brent Hinkley.... Trapper
- John Farley.... Bartender
- Kevin Dunn.... Hidalgo
- Tim DeKay.... Nova Bartender
- Keith Sellon-Wright.... Meriwether Lewis
- Scott Williamson.... William Clark
- David Barrera.... Ferdinand
- Jay Lacopo.... Hector
- Frank Salsedo.... Índio velho
- Billy Daydoge.... Homem da Montanha
- T. Dan Hopkins.... Running Puma
- Axel Lindgren.... Salmon Brave
- Harry Shearer.... Narrador
- Rusty Schwimmer.... Testemunha de Execução

- - Este filme foi o último papel protagonista de Farley. Ele morreu quatro meses antes do lançamento, e o filme foi dedicado a sua memória.